# Crocidura indochinensis
Crocidura indochinensis — вид білозубої землерийки, що походить із Південно-Східної Азії (Китай, Лаос, М'янма, Таїланд, В'єтнам). Вперше його ідентифікували в 1922 році Герберт К. Робінсон і К. Боден Клосс.
C. indochinensis має темно-бурувато-сіре хутро та довгий тонкий хвіст.